# محمد ميان سومورو
محمد ميان سومورو (ولد 19 أغسطس 1950) سياسي باكستاني، شغل منصب رئيس مجلس الشيوخ الباكستاني منذ عام 2003، محمد يتحدر من عائلة سياسية معروفة من أقليم السند، شغل منصب رئيس الوزراء من 17 نوفمبر 2007 إلى 25 مارس 2008، وشغل منصب رئيس باكستان المؤقت بعد استقالة برويز مشرف في 18 أغسطس 2008 .

## حياته الشخصية

### مصرفي
مصرفي معروف عالمياً، شغل مناصب عالية في باكستان وخارجها.
عمل أيضا في مناصب مهمة لعدد من البنوك منها:
- بنك أوف أمريكا.
- المدير العام والمدير التنفيذي للبنك الدولي اليمني.
- الرئيس بنك باكستان الدولي.

### حاكم
بدأ عمله السياسي كحاكم لأقليم السند في 25 مايو 2000 .

### رئيس مجلس الشيوخ
سومورو استقال من منصحبه ليخوض انتخابات مجلس الشيوخ الباكستاني في 26 ديسمبر 2002، وانتخب كعضوفيه ثم انتخب في 12 مارس 2003 كرئيس لمجلس الشيوخ الباكستاني .

### رئيس الوزراء المؤقت
عين كرئيس مؤقت للوزراء في 15 نوفمبر 2007،بعد انتهاء مدة رئيس الوزراء السابق شوكت عزيز.

### رئيس باكستان المؤقت
كما هو منصوص في الدستور الباكستاني، سومرو (بمنصبه كرئيس لمجلس الشيوخ الباكستاني) تلقائيا أصبح رئيس مؤقت لباكستان بعد استقالة رئيس البلاد برويز مشرف، لحين انتخاب رئيس من قبل البرلمان خلال 30 يوم.
1. ↑  رئيس مجلس الشيوخ الباكستاني يؤدي اليمين كرئيس وزراء مؤقت لباكستان نسخة محفوظة 04 مارس 2016 على موقع واي باك مشين.